# Cheshm-e Zereshk Esperī
Cheshm-e Zereshk Esperī (persiska: چشم زرشک اسپری, Cham Zereshk-e Esperī) är en ort i Iran.   Den ligger i provinsen Kermanshah, i den västra delen av landet, 500 km väster om huvudstaden Teheran. Cheshm-e Zereshk Esperī ligger 1 210 meter över havet och antalet invånare är 470.
Terrängen runt Cheshm-e Zereshk Esperī är kuperad åt nordost, men åt sydväst är den bergig. Runt Cheshm-e Zereshk Esperī är det ganska tätbefolkat, med 60 invånare per kvadratkilometer. Närmaste större samhälle är Sharak-e Tamarkhān, 8,1 km norr om Cheshm-e Zereshk Esperī. Omgivningarna runt Cheshm-e Zereshk Esperī är i huvudsak ett öppet busklandskap.